# Хорсо (Тулуза)
Хорсо (на латински: Chorso dux Tholosanus, Chorso, Chorson, Torson, Torso, Tercin, † ок. 790) е граф (или дук) на Тулуза от 778 до 789 или 790 г. по времето на Каролингите.

## Биография
Хорсо води управлението в Аквитания за още малолетния Лудвиг Благочестиви, който е поставен там като под-крал от баща му Карл Велики.
Около 787 г. Хорсо попада в плен на Васконите, които през 778 г. са нахлули в аквитанска територия. Той е накаран да сключи съюз с баския дук Адалрик от Западна Васкония. Затова Карл Велики го сменя на дворцовото събрание във Вормс през 790 г. с Вилхелм от Гелон.